# Mercury Montego
Il Montego è un'autovettura prodotta dalla Mercury dal 1968 al 1976 e dal 2005 al 2007.
Dal 1968 al 1976 appartenne alla categoria delle vetture mid-size. Nel 1976 uscì temporaneamente di produzione perché il suo posto fu preso da una versione della Cougar, che difatti espanse la linea. Dal 2005 al 2007 il nome Montego fu invece associato ad una vettura full-size. Nel 2008 il modello cambiò il nome in Sable e fu tolto definitivamente dai listini.

## La prima serie: 1968–1971

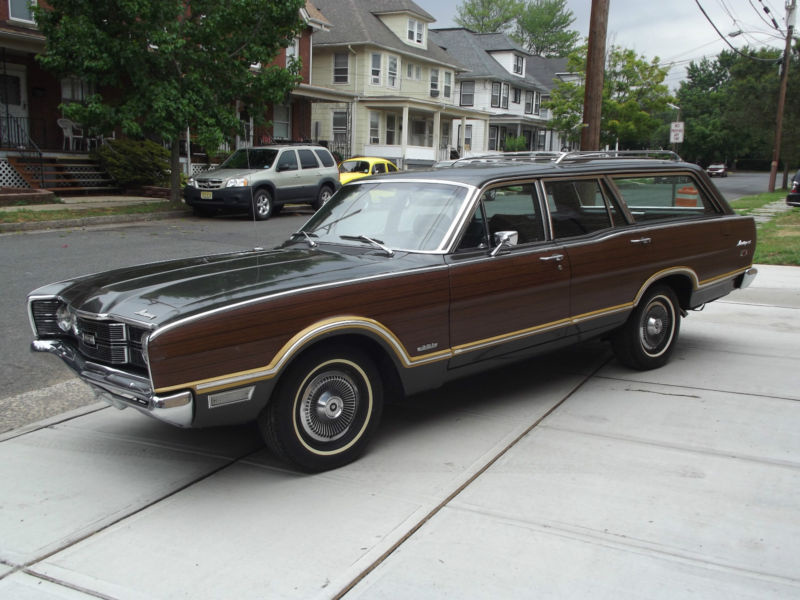
Una Mercury Montego MX Villager familiare del 1969

La Montego è stata introdotta nel 1968 come versione d'alto livello della Mercury Comet. Quest'ultima fu sostituita l'anno successivo dalla Montego. La Montego era sostanzialmente una "vettura gemella" della Ford Torino. A sua volta, la Cyclone, che venne introdotta nel 1971, era la versione ad alte prestazioni della Montego.
La Montego era disponibile in quattro versioni, berlina quattro porte, familiare quattro porte, coupé due porte e cabriolet due porte. Nel 1968 erano disponibili in due allestimenti, quello base e l'MX. Nel 1969 venne aggiunto l'allestimento MX Brougham e fu introdotto un impianto di riscaldamento potenziato.
Nel 1970 la versione cabriolet fu tolta dai listini. Nell'occasione vennero però aggiunte alla gamma una versione hard-top quattro porte ed una versione familiare con pannelli laterali in simil-legno che fu chiamata MX Villager. Nell'anno citato, la MX Brougham fu dotata di una caratteristica che era già presente sulla MX Villager, ovvero i fanali a scomparsa.
La prima serie di Montego aveva il motore anteriore e la trazione posteriore. La gamma di motori comprendeva un sei cilindri in linea da 4,1 L e dei V8 da 4,9 L, 5,8 L, 6,4 L e 6,6 L. I cambi disponibili erano invece una trasmissione manuale a tre rapporti ed un cambio automatico a tre marce. 

## La seconda serie: 1972-1976

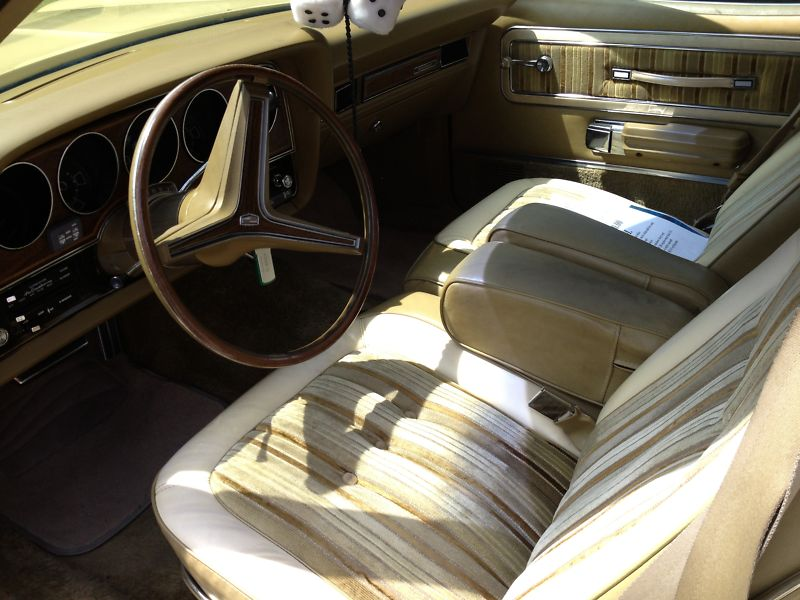
Gli interni di una Mercury Montego MX Brougham del 1974

Nel 1972 la Montego e la Torino vennero completamente riprogettate. Mentre le Montego della serie precedente era costituite da una monoscocca, quelle prodotte dal 1972 al 1976 erano basate su un telaio separato. Nel 1972 e nel 1973 fu offerta una versione coupé sportiva simile alla Ford Gran Torino, la Montego GT, che sostituì la Cyclone. Le vendite del 1972 crebbero del 136% rispetto all'anno precedente, con la MX Brougham che toccò un incremento dell'897% per la versione a due porte e del 1.027% per quella a quattro.
Nel 1973 le vendite della Montego rimasero buone, anche se subirono una contrazione che fu causata dagli effetti della crisi energetica iniziata nell’anno citato e dalla concorrenza interna della Cougar. Quest'ultima, infatti, aveva una linea che era abbastanza somigliante a quella della Montego. Nel 1977 la Montego uscì temporaneamente di produzione ed il suo posto venne preso dalla Cougar. Nell'anno citato, la Cougar fu infatti rivista, e tutti i modelli intermedi della Mercury presero il nome di Cougar.
Anche la seconda serie di Montego aveva il motore anteriore e la trazione posteriore. La gamma di motori comprendeva un sei cilindri in linea da 4,1 L e dei V8 da 4,9 L, 5,8 L, 6,4 L e 6,6 L. Il motore a sei cilindri fu offerto fino al 1973, mentre dal 1974 alla motorizzazione fu aggiunto un V8 da 7,5 L. I cambi disponibili furono i medesimi della serie precedente. 

## La terza serie: 2005–2007

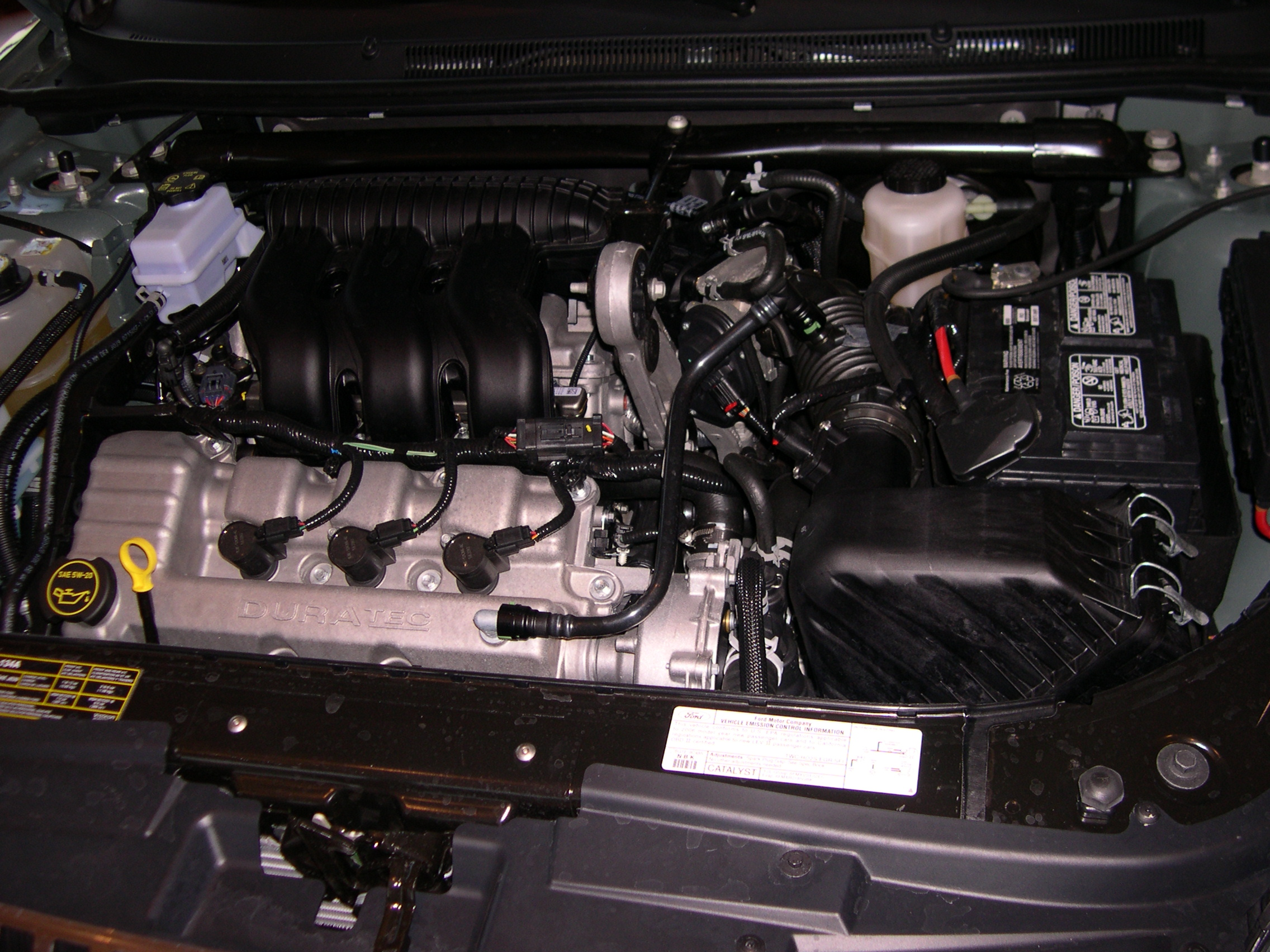
Il motore di una Montego del 2005

Il nome Montego venne reintrodotto dalla Mercury nel 2005. Insieme alla più piccola Mercury Milan, la Montego sostituì la Sable. Questa terza serie di Montego era sostanzialmente la gemella della Ford Five Hundred e fu il primo modello full-size della Mercury dal 1992.
La Montego era equipaggiata con un motore V6 da 3 L e 203 CV di potenza. La trazione era anteriore, mentre era offerta tra le opzioni quella integrale. Nel primo caso era installato un cambio automatico a sei rapporti, mentre nel secondo era montato un cambio continuo. La Montego era offerta in due allestimenti, Luxury, ovvero quello base, ed il Premiere, che era quello più lussuoso. Questa serie di Montego era basata sul pianale D3 della Ford.
La terza serie di Montego, che venne assemblata a Chicago, fu anche commercializzata, oltre che negli Stati Uniti, anche in Messico e Canada. A causa delle vendite in costante declino, la Montego uscì di produzione nel 2007 e fu sostituita dalla nuova serie della Sable. Quest'ultima, in sostanza, era l'evoluzione diretta della Montego.